# Dombeya cymosa
Dombeya cymosa är en malvaväxtart som beskrevs av William Henry Harvey. Dombeya cymosa ingår i släktet Dombeya och familjen malvaväxter. Inga underarter finns listade i Catalogue of Life.